# 道の駅あつみ

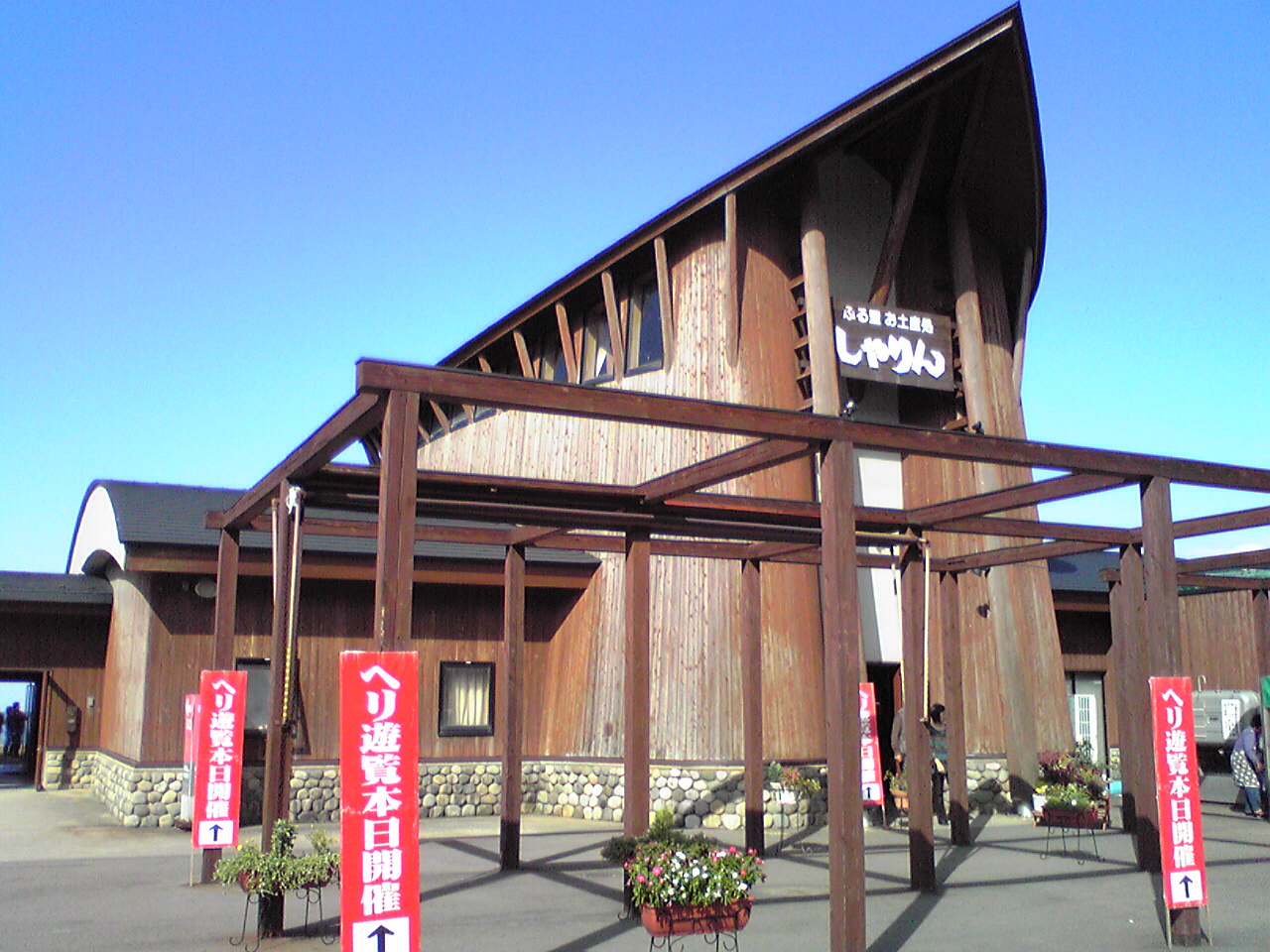
物産館「しゃりん」

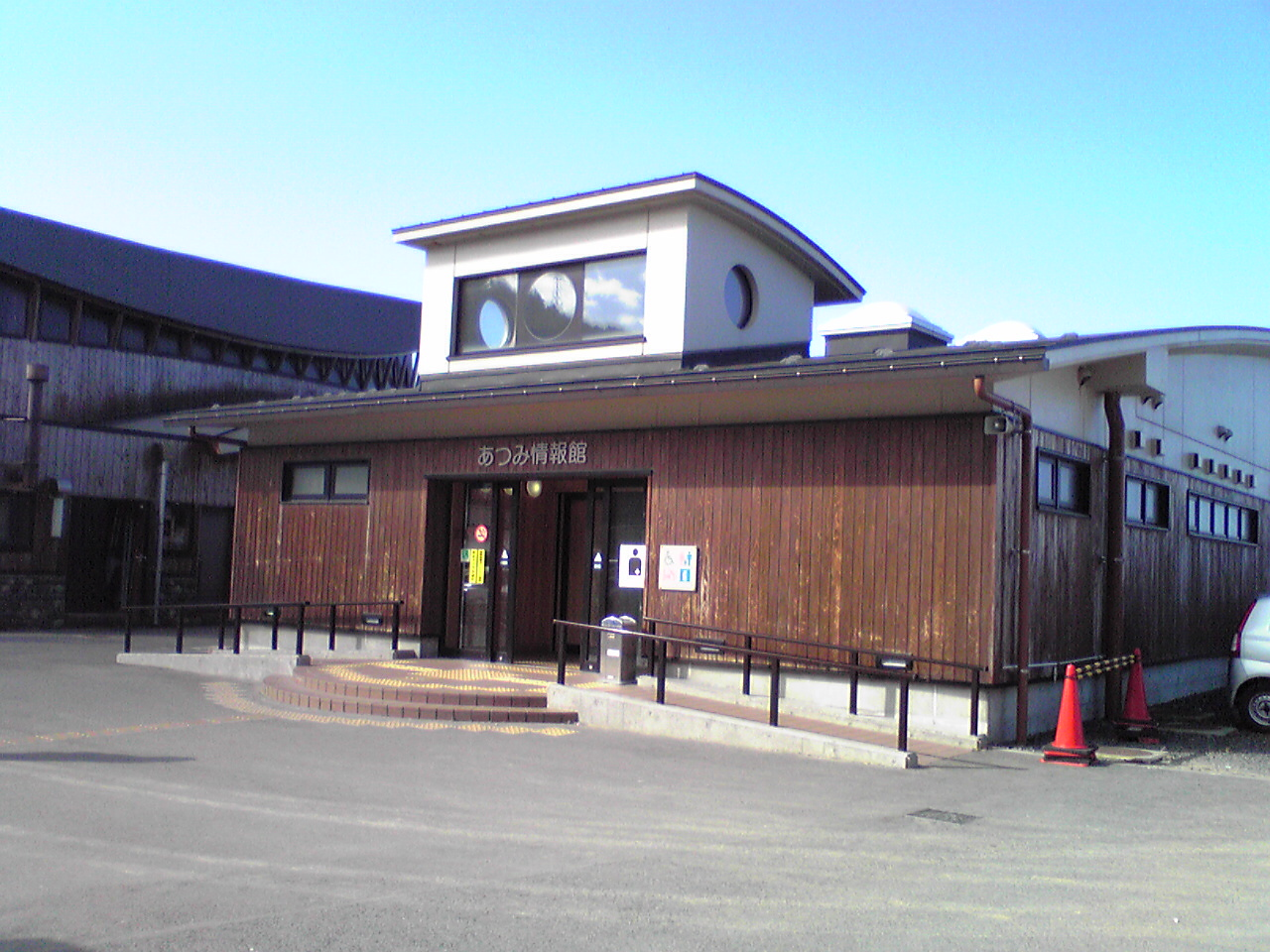
地域情報提供施設

道の駅あつみ（みちのえき あつみ）は、山形県鶴岡市早田にある国道7号の道の駅である。愛称は夕陽のまち しゃりん（ゆうひのまち しゃりん）。

## 概要
1993年（平成5年）4月22日に道の駅に登録された。日本海に面しており、夕日観覧席や磯の散策路が設けられている。

## 道の駅あつみ移転整備事業について
2026年度（令和8年度）の日本海東北自動車道（日東道）の新潟・山形県境開通に合わせて、鶴岡市では2027年（令和9年）4月に鼠ヶ関インターチェンジの隣接地に移転開業することにしている。
新道の駅の敷地面積は約2.1ヘクタールで日東道と国道7号双方の利用者が立ち寄ることができ、施設は平屋で、地元産木材を使用した屋根付きスペースを含めた延べ床面積2190平方メートル（うち屋内面積1741平方メートル）。国の施設として24時間トイレ、道路・観光情報コーナー、防災施設、市の施設として物販施設、フードコート、子ども休憩スペースなどを備える予定で、屋外には一体型の大型遊具を備えた広場も整備される。
また施設の設計、建設、維持管理・運営を担うDBO（デザイン・ビルド・オペレート）方式の運営事業者に、総合評価一般競争入札と市による選定委員会を経て庄交コーポレーションを代表企業とし羽田設計事務所、鶴岡建設、佐藤工務、マルゴ、ブレンスタッフの6社で構成するグループ「夕陽コミュニティ」が決まった。

## 施設
- 駐車場
  - 普通車：94台
  - 大型車：14台
  - 身障者用：2台
- トイレ（いずれも24時間利用可能）
  - 男：大 4器、小 11器
  - 女：15器
  - 身障者用：1器
- 公衆電話：3台
- 物産館「しゃりん」
- レストラン（7:00 - 17:00、7月 - 8月は7:00 - 17:45）
- 屋外バザール
- 夕日観覧席
- 磯の散策路
- 地域情報提供施設

## 休館日
- 毎月最終水曜日（7・8月除く）12月31日・1月1日

## アクセス
- 国道7号